# Trek to Yomi
Trek to Yomi est un jeu vidéo d'action développé par Flying Wild Hog et édité par Devolver Digital, sorti le 5 mai 2022 sur PlayStation 4, PlayStation 5, Xbox One et Xbox Series.

## Trame
Le personnage incarné est l'apprenti samouraï Hiroki qui a pour but de venger la mort de son maitre.

## Système de jeu
Le jeu, qui est en noir et blanc, alterne entre des phases de combats en deux dimensions et des moments d'exploration, passant la caméra en trois dimensions. Plusieurs choix sont proposés.

## Développement
Le jeu est développé par le studio Flying Wild Hog et édité par le studio Devolver Digital. 
Le jeu explore le Shintoïsme, Yomi étant le monde des morts dans la mythologie. Autre inspiration, la filmographie du réalisateur japonais Akira Kurosawa.

## Sortie
Track to Yomi était disponible pour tous les abonnés du service PlayStation Plus durant le mois de juin 2023.